# یواس‌اس سی‌ولف (اس‌اس-۱۹۷)
یواس‌اس سی‌ولف (اس‌اس-۱۹۷) (به انگلیسی: USS Seawolf (SS-197)) یک زیردریایی است که طول آن ۳۱۰ فوت ۶ اینچ (۹۴٫۶۴ متر) می‌باشد. این زیردریایی در سال ۱۹۳۹ ساخته شد.